# Fredrik Sandell
Fredrik Sandell, född 24 december 1972 i Trelleborg, är en svensk fotbollsspelare. Han spelade i Trelleborgs FF mellan 1986 och 1998. Han är främst känd för att ha gjort 1–0 i UEFA-cupmatchen mellan Trelleborg och brittiska Blackburn Rovers FC på Blackburns hemmaplan den 27 september 1994.